# Аткинс, Ариэль
Ариэль Аткинс (англ. Ariel Atkins; род. 30 июля 1996 года, Даллас, Техас, США) — американская профессиональная баскетболистка, выступающая в женской национальной баскетбольной ассоциации за команду «Чикаго Скай». Была выбрана на драфте ВНБА 2018 года в первом раунде под общим седьмым номером командой «Вашингтон Мистикс». Играет на позиции атакующего защитника.
В составе национальной сборной США выиграла Олимпийских игр 2020 года в Токио, а также чемпионат мира 2022 года в Австралии.

## Ранние годы
Ариэль родилась 30 июля 1996 года в городе Даллас (Техас) в семье Байрона и Лашонды Аткинс, у неё есть младший брат, Байрон, и старшая сестра, Джессика, а училась в его пригороде, небольшом городке Данканвилл, в одноимённой средней школе, в которой выступала за местную баскетбольную команду.